# 格尼茲季奇涅
49°48′39″N 25°38′41″E / 49.81083°N 25.64472°E
格尼茲季奇涅（烏克蘭語：Гніздичне），是烏克蘭的村落，位於該國西部捷爾諾波爾州，由捷尔诺波尔区負責管轄，始建於1463年，面積3.25平方公里，2001年人口1,277，人口密度每平方公里392.9人。